# 玛丽亚·文纳斯特伦
玛丽亚·文纳斯特伦（瑞典語：Maria Wennerström，1985年4月10日—），生于谢莱夫特奥，瑞典女子冰壶运动员。她曾代表瑞典参加2014年冬季奥林匹克运动会冰壶比赛，获得一枚银牌。